# Религија у Црној Гори
Религије Црне Горе (2011)
Религије Црне Горе односе се на присталице, заједнице, институције и организације различитих религија у Црној Гори. Иако је Православна црква доминантна религијска деноминација у Црној Гори, постоји велики број присталица и Римокатоличких цркви и Ислама. Доминантна Црква је Српска Православна црква, иако су присутни трагови формирања Црногорске Православне Цркве.

## Хришћанство

### Православље
Православље је доминантна религија у Црној Гори. Присталице су претежно Црногорци и Срби. Срби у Црној Гори су припадници Српске православне цркве и њених епархија у Црној Гори: митрополија црногорско-приморска, епархија будимљанско-никшићка, делови епархије милешевске и делови епархије захумско-херцеговачке и приморске. Црногорци су подељени између српске и црногорске православне цркве (српска православна црква и остале аутокефалне православне цркве сматрају неправилно „раскол" православне цркве).

### Католичка црква
Већина католика су Албанци и Хрвати, као и неки Црногорци. У неким општинама где Албанци чине већину, попут Туза, присталице су католицизма. Он је присутан и у Боки которској, где је значајно присуство Хрвата.

## Ислам
Муслимани чине највећу мањинску религију у земљи. 118.477 муслимана у Црној Гори чини 19,11% укупног становништва.
Муслимани у Црној Гори подељени су у две веће групе и следеће подгрупе:
- Словенски муслимани
  - Бошњачко говорно подручје — муслимани Бошњаци
  - Црногорско говорно подручје — муслимани Црногорци
  - Остали словенски муслимани, укључују Горанце
- Албански муслимани
  - Албанско говорно подручје — муслимани Албанци

Ислам је доминантна религија у североисточним општинама, које су део области Санџак, и у општинама у којима Албанци чине већину. Ислам је већинска религија у Рожају, Плаву, Гусињу, Улцињу и Петњици.

## Јудаизам
У фебруару 2012. црногорски премијер Игор Лукшић потписао је споразум са црногорском јеврејском заједницом о признавању Јевреја као мањина у Црној Гори. Споразум је такође утврдио јудаизам као четврту званичну религију у земљи, заједно са католицизмом, православљем и исламом.

## Атеизам
Већина становништва Црне Горе, 98,69%, изјављује да припада некој религији, иако се придржавање њихове објављене религије може увелико разликовати.
По попису становништва из 2011. године, атеисти су чинили око 1,24% укупног становништва, а агностици 0,07%.
Општине са највећим бројем атеиста су Херцег Нови (2,43%), Котор (2,03%), Подгорица (1,99%) и Тиват (1,7%). Супротно томе, Рожаје има најмање атеиста који чине свега 0,01% његовог становништва. Међутим, у неким општинама више од половине становништва је непријављено.

## Верска слобода
Црногорски закони гарантују слободу вероисповести и забрањују неколико облика верске дискриминације, као и успостављајући да у Црној Гори не постоји државна религија. Влада обезбеђује одређено финансирање верским групама.
Према истраживању из 2017. године, које је Савет Европе спровео у сарадњи са Омбудсманом Црне Горе, 45% испитаника је пријавило да су доживели верску дискриминацију.

## Статистика
Резултати пописа становништва 2011. у Црној Гори, по етничким групама, су следећи:
| Етничке групе     | Укупно  | Укупно | Црногорци | Црногорци | Срби    | Срби | Бошњаци | Бошњаци | Албанци | Албанци | Роми  | Роми | Хрвати | Хрвати |
| Етничке групе     | Број    | %      | Број      | %         | Број    | %    | Број    | %       | Број    | %       | Број  | %    | Број   | %      |
| ----------------- | ------- | ------ | --------- | --------- | ------- | ---- | ------- | ------- | ------- | ------- | ----- | ---- | ------ | ------ |
| православци       | 446,858 | 72.1   | 248,523   | 88.7      | 177,091 | 98.3 | 11      | 0.0     | 37      | 0.1     | 516   | 8.2  | 90     | 1.5    |
| муслимани         | 118,477 | 19.1   | 12,931    | 4.6       | 79      | 0.0  | 74,343  | 99.7    | 22,267  | 73.1    | 5,034 | 80.5 | 3      | 0.0    |
| католици          | 21,299  | 3.4    | 5,667     | 2.0       | 116     | 0.6  | 3       | 0.0     | 7,954   | 26.1    | 13    | 0.2  | 5,527  | 91.8   |
| протестанти       | 1,601   | 0.4    | 921       | 0.3       | 262     | 0.1  |         |         | 36      | 0.1     | 2     | 0.0  | 2      | 0.0    |
| атеисти/агностици | 9,005   | 3.3    | 6,393     | 2.3       | 697     | 0.4  | 108     | 0.1     | 35      | 0.1     | 1     | 0.0  | 224    | 3.7    |

|                 | 1953  | 1991  | 2003  | 2011  | 2023  |
| --------------- | ----- | ----- | ----- | ----- | ----- |
| православци     | 45.84 | 69.12 | 74.23 | 72.07 | 71.10 |
| муслимани       | 17.65 | 19.18 | 17.74 | 19.11 | 19.99 |
| католици        | 4.81  | 4.41  | 3.54  | 3.44  | 3.27  |
| протестанти     | /     | 1.41  | 0.39  | 0.44  | 0.09  |
| атеисти         | 31.46 | 1.6   | 0.96  | 1.24  | 2.29  |
| агностици       | 31.46 | 1.6   | 0.96  | 0.07  | 0.40  |
| неопредељени    | 0.01  | 0.02  | 2.23  | 2.61  | 2.10  |
| остале религије | 0.03  | 0.17  | 0.07  | 1.02  | 0.09  |
| непознато       | /     | 4.03  | 0.8   | /     | 0.16  |